# Jeremia Tissarowski
Jeremia Tissarowski (weltlicher Name Eustathios; * etwa 1570er-Jahre; † 1. Märzjul. / 11. März 1641greg., Żołczów, Halitscher Land, Polen-Litauen) war orthodoxer Bischof von Lwów (1607–1641).

## Leben
Eustathios Tissarowski stammte aus einer adligen Familie. Er erhielt eine gute Bildung, wahrscheinlich an der Schule der orthodoxen Bruderschaft in Lwów.
1607 wurde er zum Bischof von Galizien und Lwów ernannt, mit Unterstützung der Bruderschaft von Lwów. Die Weihe erfolgte durch Metropolit Anastasios von Moldawien in Suceava, da es seit der Brester Union von 1596 keinen orthodoxen Metropoliten im Polen-Litauen mehr gab. Seit 1610 war er nach dem Tod von Bischof Michael von Przemyśl der einzige orthodoxe Bischof in Polen-Litauen. 1614 wurde er zum Exarchen des Patriarchats von Konstantinopel ernannt.
1620 bereitete er die Synode von Kiew mit vor, die den neuen orthodoxen Metropoliten Hiob wählte.
1625 schrieb er einen Brief an den russischen Zaren Michael I. mit der Bitte um Unterstützung und finanzielle Zuwendungen.
Bischof Jeremia lehnte die Synode von Kiew 1629 ab, die einen Zusammenschluss der orthodoxen Eparchien, Klöster und Kirchen mit der unierten Kirche anstrebte.
1631 wurde er nach dem Tod von Metropolit Hiob erneut Exarch für Polen-Litauen.
1633 nahm er an der Weihe von Metropolit Petro Mohyla teil.